# The Great Tantra Challenge
The Great Tantra Challenge (El Gran Repte Tàntric) va ser el desafiament que es plantejà entre Surinder Sharma, mestre tàntric, i Sanal Edamaruku, president de la Rationalist International, en el qual el representant "tàntric" havia d'aconseguir matar el representant "racionalista" utilitzant només poders màgics que el primer afirmava posseir. El repte va acabar després de diverses hores, i Edamaruku va sobreviure il·lès. L'esdeveniment es va emetre en directe per la India TV el març del 2008.

## Antecedents
Després que una política acusés que els seus opositors utilitzaven Tantra per ferir-la, India TV va reunir un panell per parlar del poder tàntric vers la ciència. Sanal Edamaruku va ser convidat a representar la part científica mentre que Surinder Sharma, que era un tàntric molt conegut, va ser convidat a representar l'altra banda. En un moment de la discussió, Sharma va afirmar que podia utilitzar els seus poders per matar a una persona en tres minuts, i aquesta afirmació Edamaruku la va convertir en un repte, oferint-se a si mateix com a subjecte de la prova.

## Resultat
L'intent inicial es va produir a la televisió diürna en directe. Sharma va intentar intimidar a Edamaruku escampant-li aigua, brandant-li un ganivet per tot el cos, Sharma va posar la mà al cap d'Edamaruku, va remoure-li els cabells, li va tapar els ulls, li va pressionar el front. Arribant al punt que Sharma anava pressionant tan durament de forma física a Edamaruku que aquest va queixar-se del fet que estava actuant "prou dur per matar-me de la forma convencional", així que el presentador recordà i advertí a Sharma que només utilitzés Tantra. Després de diversos intents fallits de matar a Edamaruku, Sharma va suggerir que Edamaruku devia estar protegit per un déu poderós a qui servia. Edamaruku va respondre que era ateu.
Després de gairebé dues hores sense èxit, el programa va superar la programació del canal. Sharma va demanar organitzar una "cerimònia de destrucció final" que només es va poder dur a terme durant la nit i es va ampliar l'espectacle per acollir-lo. Diversos centenars de milions d'espectadors van veure el programa aquella nit. Es va realitzar una cerimònia en un altar sota el cel nocturn obert, una hora abans de mitjanit. Sharma estava acompanyat per un grup de cantants tàntrics. Un tros de paper que portava el nom d'Edamaruku es va estripar a trossos, es va deixar caure en mantega i es va llençar al foc. Un gra de blat que havia tocat Edamaruku tenia agulles clavades, i va ser tallat a trossos i llançat a un foc. El repte va acabar amb un compte enrere dramàtic i Edamaruk no va ser mort.
Edamaruku va riure durant tot el programa, en part perquè va trobar absurd tot el tema, però principalment per tranquil·litzar els espectadors, que no necessiten por per la seva seguretat.
L'esdeveniment, sobrenomenat The Great Tantra Challenge, va ser molt publicitat i va rebre un gran nombre d'espectadors. Surinder va haver de renunciar i la seva reputació com a Tàntric va rebre un cop molt dur. La història es va estendre a Internet en molts idiomes.
El personatge principal de la popular pel·lícula índia PK l'any 2014 es va inspirar en el Great Tantra Challenge d'Edamaruku.